# American Utopia (película)
American Utopia es un Documental estadounidense de 2020 dirigida y producida por Spike Lee con guion del músico escocés David Byrne. Contiene una presentación en Broadway del musical American Utopia de Byrne. Fue estrenada en el Festival Internacional de Cine de Toronto el 10 de septiembre de 2020. Después de su estreno fue incluido en el catálogo de la plataforma HBO Max.

## Reparto

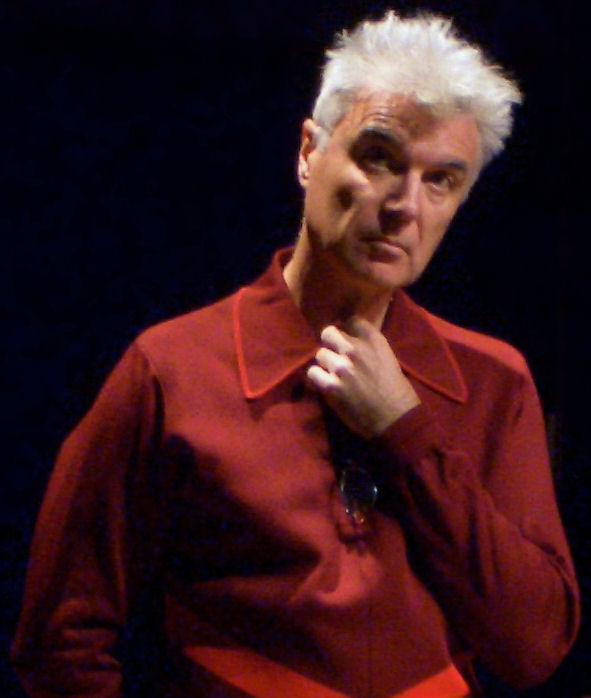
David Byrne

- David Byrne – voz, guitarra, percusión
- Chris Giarmo – coros, percusión
- Tendayi Kuumba – coros, percusión
- Karl Mansfield – teclados, coros, percusión
- Angie Swan – guitarra, coros, percusión
- Bobby Wooten III – bajo, coros, percusión
- Mauro Refosco – coros, batería, percusión
- Tim Keiper – coros, batería, percusión
- Gustavo Di Dalva – coros, percusión
- Jacquelene Acevedo – coros, batería, percusión
- Daniel Freedman – coros, batería, percusión
- Stephane San Juan – coros, batería, percusión

## Lista de canciones
1. "Here" (de American Utopia)
2. "I Know Sometimes a Man Is Wrong" (de Rei Momo)
3. "Don't Worry About the Government" (de Talking Heads: 77)
4. "Lazy" (de Muzikizum)
5. "This Must Be the Place (Naive Melody)" (de Speaking in Tongues)
6. "I Zimbra" (de Fear of Music)
7. "Slippery People" (de Speaking in Tongues)
8. "I Should Watch TV" (de Love This Giant)
9. "Everybody's Coming to My House" (de American Utopia)
10. "Once in a Lifetime" (de Remain in Light)
11. "Glass, Concrete & Stone" (de Grown Backwards)
12. "Toe Jam" (de I Think We're Gonna Need a Bigger Boat)
13. "Born Under Punches (The Heat Goes On)" (de Remain in Light)
14. "I Dance Like This" (de American Utopia)
15. "Bullet" (de American Utopia)
16. "Every Day Is a Miracle" (de American Utopia)
17. "Blind" (de Naked)
18. "Burning Down the House" (de Speaking in Tongues)
19. "Hell You Talmbout" (de The Electric Lady)
20. "One Fine Day" (de Everything That Happens Will Happen Today)
21. "Road to Nowhere" (de Little Creatures)
22. "Everybody's Coming to My House: Detroit"